# Antonio Scialoja (1879-1962)
Antonio Scialoja (Roma, 19 novembre 1879 – Roma, 30 settembre 1962) è stato un giurista e politico italiano.

## Biografia
Figlio di Enrico Scialoja (fratello di Vittorio Scialoja) e di Cecilia Ponchiani, si laurea in giurisprudenza e diviene nel 1911 professore ordinario di diritto commerciale all'Università di Siena. In seguito occupa nel 1922 la cattedra di diritto marittimo all'Istituto superiore di scienze economiche e commerciali di Napoli, nel 1928 quella diritto marittimo all'Università di Napoli e nel 1942 quella di diritto della navigazione all'Università degli Studi di Roma "La Sapienza". Dal 1942 al 1950 dirige l'Istituto di diritto della navigazione.
È per tre volte deputato del Regno d'Italia (1913, 1919 e 1924) ed entra poi al senato nel 1929. È membro (1934-1939) e poi vicepresidente (1939-1942) della Commissione di finanze e fa parte della Commissione degli affari interni e della giustizia (1942-1943). È inoltre Sottosegretario di Stato al Ministero dei lavori pubblici (1924-1925). Viene deferito il 7 agosto 1944 all'Alta corte di giustizia per le sanzioni contro il fascismo con l'accusa di essere tra i «senatori ritenuti responsabili di aver mantenuto il fascismo e resa possibile la guerra sia coi loro voti, sia con azioni individuali, tra cui la propaganda esercitata fuori e dentro il Senato»: è dichiarato decaduto dalle sue funzioni il 25 luglio 1945.
Antonio Scialoja fu tra i fondatori della AS Roma e ne fu presidente nel 1935.